# Rafael Lozano
Rafael Lozano Muñoz (ur. 25 stycznia 1970 w Kordobie) – hiszpański bokser, brązowy medalista letnich igrzysk olimpijskich w Atlancie i srebrny letnich igrzysk olimpijskich w Sydney.
W 1992 roku wystąpił na igrzyskach olimpijskich w Barcelonie, gdzie odpadł w ćwierćfinale po porażce z późniejszym złotym medalistą, Kubańczykiem Rogelio Marcelo. Wcześniej pokonał jednak dwukrotnego amatorskiego mistrza świata, Erika Griffina. Cztery lata później zajął trzecie miejsce na mistrzostwach Europy w Vejle, a następnie wywalczył brązowy medal na igrzyskach olimpijskich w Atlancie. W 2000 roku na igrzyskach w Sydney ponownie stanął na podium, tym razem zdobywając srebrny medal. W finale turnieju bokserskiego przegrał z Brahimem Asloumem.
W 2001 roku przeszedł na zawodowstwo, jednak nie odniósł żadnego sukcesu. Większość pojedynków stoczył w Hiszpanii, walcząc z przeciętnymi pięściarzami. Najważniejszą walkę w zawodowej karierze Lozano stoczył 2 grudnia 2006 roku, mierząc się z Brahimem Asloumem, z którym w czasach amatorskich przegrał w finale olimpijskim na igrzyskach w Sydney. Francuz ponownie okazał się lepszy, pokonując Lozano przez techniczny nokaut w czwartej rundzie. Była to jedyna walka Hiszpana w zawodowej karierze z wysoko notowanym pięściarzem (Asloum zdobył później tytuł zawodowego mistrza świata federacji WBA w kategorii junior muszej).